# 가로세로 세계사
《가로세로 세계사》는 만화가 이원복의 학습 만화이다. 《먼나라 이웃나라》의 후속편으로 기획되었으며, 먼나라 이웃나라에서 다루지 못한 국가 및 지역을 집중적으로 소개하고 있다. 2018년 5월부터 《먼나라 이웃나라 시즌 2》로 편입되었다.

## 시리즈 구성
- 《가로세로 세계사 1 - 발칸반도, 강인한 민족들의 땅》, 김영사, 2006년, ISBN 8934921994
- 《가로세로 세계사 2 - 동남아시아, 동방의 천년 문명이 열린다》, 김영사, 2006년, ISBN 893492263X
- 《가로세로 세계사 3 - 중동, 화려한 이슬람세계를 찾아서》, 김영사, 2007년, ISBN 9788934924685
- 《가로세로 세계사 4 - 캐나다, 호주, 뉴질랜드, 태평양의 젊은 나라들》, 김영사, 2014년, ISBN 9788934968771

## 비판
- 《가로세로 세계사 2 - 동남아시아 동방의 천년 문명이 열린다》에서 이원복 작가는 동남아시아 사회주의 운동에 대해 그 기원과 역사를 베트남 공산당, 말레이시아 사회당 등의 사회주의 정당들을 다양하게 분석하여 객관적으로 설명하지 않고, 동남아시아의 정치와 경제가 후진적이어서 그렇다고 주장함으로써 사회주의를 막으려면 정치와 경제가 선진화되어야 한다는 보수주의의 논리를 따르고 있다.
- 《가로세로 세계사 1 - 발칸반도, 강인한 민족들의 땅》에서 이원복 작가는 기독교의 일곱가지 성사를 소개하면서 성체성사에 대해 예수가 성체성사를 제정했다는 기독교의 전통적인 해석만을 주장하고 있는데, 고대교회가 성체성사의 성서적 근거를 주장하기 위해 예수가 성체성사를 제정했다는 전승을 창작한 것으로 보는 해석도 있다.(진보적인 성공회 신학자 존 셸비 스퐁 주교의 주장)[1]